# Епархия Кельце
 Епархия Кельце  (лат. Dioecesis Kielcensis) — епархия Римско-Католической церкви с центром в городе Кельце, Польша. Епархия Кельце входит в митрополию Кракова. Кафедральным собором епархии Кельце является церковь Успения Пресвятой Девы Марии.

## История
13 июня 1805 года Римский папа Пий VII выпустил буллу «Indefensum personarum», которой учредил епархию Кельце, выделив её из архиепархии Кракова, архиепархии Гнезно и епархии Хелма.
30 июня 1818 года Римский папа Пий VII издал буллу «Ex imposita nobis», которой присоединил епархию Кельце к епархии Сандомира. 28 декабря 1882 года Римский папа Лев XIII воссоздал епархию Кельце буллой «Ut primum Catholicae Ecclesiae».
28 октября 1925 года епархия Кельце передала часть своей территории епархии Ченстоховы.
В начале 1951 года епископ Чеслав Качмарек был обвинён в шпионаже и был заключён в тюрьму до 1957 года.
В 1724 году в Кельце была основана Духовная семинария, которая первоначально входила в структуру краковской епархии и после образования епархии Кельце стала образовательным учреждением этой епархии.

## Ординарии епархии
- епископ Войцех Гурский (26.06.1805 — 1.02.1818);
- Sede soppressa (1818—1882);
- епископ Томаш Теофил Кулинский (15.03.1883 — 1907);
- епископ Августин Лосинский (26.04.1910 — 3.03.1937);
- епископ Чеслав Качмарек (24.04.1938 — 26.08.1963);
- епископ Ян Ярошевич (20.03.1967 — 17.04.1980);
- епископ Станислав Шимецкий (27.03.1981 — 15.05.1993) — назначен архиепископом Белостока;
- епископ Казимеж Рычан (17.07.1993 — 11.10.2014).
- епископ Ян Пиотровский (с 11.10.2014)

### Вспомогательные епископы
- Францишек Соник (16.12.1935 — 27.11.1957);
- Щепан Собальковский (3.06.1957 — 12.02.1958);
- Эдвард Ян Мушинский (26.10.1960 — 15.03.1968);
- Эдвард Генрик Матерский (29.10.1968 — 6.03.1981), назначен епископом Сандомира;
- Ян Гурда (7.01.1972 — 16.01.1993);
- Мечислав Яворский (7.05.1982 — 19.08.2001);
- Пётр Скуха (18.12.1986 — 25.03.1992), назначен вспомогательным епископом Сосновеца;
- Мариан Флорчик (21.02.1998 — по настоящее время);
- Казимеж Гурда (18.12.2004 — 16.04.2014), назначен епископом Седльце.

## Источник
- Annuario Pontificio, Libreria Editrice Vaticana, Città del Vaticano, 2003, ISBN 88-209-7422-3
- Булла Ex imposita nobis, Bullarii romani continuatio, XV, Romae 1853, pp. 61-68
- Булла Multos fructus  (лат.)